# Тиклиево
Тиклиево, още Теклиево или Теклево (на гръцки: Καστανιές, Кастаниес, катаревуса: Καστανέαι, Кастанее, до 1927 година: Τίκλοβα, Тиклова), е обезлюдено село в Република Гърция, разположено на територията на дем Драма, област Източна Македония и Тракия.

## География
Тиклиево се намира на 760 m надморска височина от дясната страна на язовира на река Места в близост до Драма. Васил Кънчов го определя като чечко село, попадащо в Драмския Чеч.

## История

### В Османската империя
В подробен регистър на санджака Паша от 1569-70 година е отразено данъкоплатното население на Тиклиево (Теклево) с друго име Тиман както следва: мюсюлмани – 12 семейства и 20 неженени.
Съгласно статистиката на Васил Кънчов („Македония. Етнография и статистика“) към 1900 година Тиклиево или Теклево е българо-мохамеданско селище. В него живеят 217 българи-мохамедани в 90 къщи. Кънчов също така отбелязва, че селото се управлява от един мюдюрин, чието седалище се намира в село Бук и е зависим от драмския каймакам.

### В Гърция
През Балканската война в 1912 година в селото влизат български части. След Междусъюзническата война в 1913 година Тиклиево попада в Гърция. Според гръцката статистика, през 1913 година в Тиклиево (Τίκλοβα) живеят 313 души. През 1920 година в селото са регистрирани 207 жители.
През 1923 година жителите на Тиклиево са изселени в Турция. През 1927 година името на селото е сменено от Тиклова (Τίκλοβα) на Кастаниес (Καστανιές). До 1928 година в Тиклиево са заселени 20 гръцки семейства с 59 души - бежанци от Турция. През 1928 година в селото живеят 63 души, а през 1940 – 82. Селото е разсипано по време на Гражданската война (1946 - 1949).
| Година    | 1913 | 1920 | 1928 | 1940 | 1951 | 1961 | 1971 | 1981 | 1991 | 2001 | 2011 | 2021 |
| --------- | ---- | ---- | ---- | ---- | ---- | ---- | ---- | ---- | ---- | ---- | ---- | ---- |
| Население | 313  | 207  | 63   | 82   |      |      |      |      |      |      |      |      |